# Sopwith Tabloid
Sopwith Tabloid – brytyjski jednomiejscowy dwupłatowy samolot sportowy, jeden z pierwszych zbudowanych przez wytwórnię lotniczą Sopwith Aviation Company. Nazwa Tabloid pochodzi od małego formatu gazety i miała zaznaczyć małe wymiary samolotu. Pojawienie się maszyny wzbudziło dużą sensację ze względu na jej dużą zwrotność i doskonałe parametry lotne w porównaniu z ówcześnie popularnymi samolotami jednopłatowymi. W okresie I wojny światowej wykorzystywany jako szybki samolot rozpoznawczy oraz w misjach bombowych.

## Historia
Pierwsza wersja samolotu Sopwith Tabloid została oblatana w listopadzie 1913 roku. Był to dwumiejscowy samolot sportowy z siedzeniami umieszczonymi obok siebie. Płaty nie posiadały lotek, ale wyginane elastyczne końcówki krawędzi spływu. Pierwsza wersja maszyny była napędzana silnikiem rotacyjnym Gnôme Monosoupape o mocy 80 KM (60 kW) i podczas testów w locie, pilotowana przez Harry'ego Hawkera osiągnęła prędkość 148 km/h z pasażerem na pokładzie, a wzbicie się na pułap 366 metrów (1200 stóp) zajmowało tylko minutę.
20 kwietnia 1914 roku specjalnie przebudowany samolot Tabloid nazwany Schneider, wyposażony w pływaki i mocniejszy silnik Gnôme Monosoupape o mocy 100 KM (75 kW) wygrał zmagania wodnosamolotów o Puchar Schneidera w Monako.
Jednomiejscowa wersja samolotu Sopwith Tabloid z silnikiem o mocy 100 KM (75 kW) weszła do produkcji w 1914 roku i 36 egzemplarzy trafiło na wyposażenie Royal Flying Corps i Royal Naval Air Service. W momencie wybuchu I wojny światowej maszyny te zostały przerzucone do Francji i używane jako szybkie samoloty rozpoznawcze. Niektóre samoloty wyposażono w zainstalowany na górnym płacie karabin maszynowy Lewis kalibru .303 cala (7,7 mm) strzelający ponad płaszczyzną śmigła, inne zaś w taki sam karabin na kadłubie strzelający przez śmigło. Ze względu na brak synchronizatorów konieczne było instalowanie na łopatach śmigieł stalowych blach i klinów odbijających własne pociski.
Sporadycznie Sopwith Tabloid był wykorzystywany także jako bombowiec przenosząc dwie bomby o masie 9 kg. Pierwsze naloty na pozycje niemieckie rozpoczęto 22 września 1914. Najsłynniejszą misją bombową Tabloidów był nalot z dnia 8 października 1914 roku dwóch należących do RNAS maszyn na hangary niemieckich Zeppelinów w Kolonii i Düsseldorfie. W Kolonii nie doszło do lokalizacji celów dlatego zbombardowano stację kolejową, natomiast w Düsseldorfie z pułapu 200 metrów zostały zrzucone dwie bomby, które zniszczyły sterowiec Zeppelin Z.IX.
W międzyczasie podjęto próby zbudowania na podstawie wodnosamolotu Schneider, operującego z okrętów Royal Navy takich jak HMS Engadine, HMS Ben-my-Chree czy HMS Rivierra, samolotu morskiego, ale bez sukcesu. Modyfikacje maszyny, w tym wymiana silnika na mocniejszy 110 konny Clerget doprowadziły do powstania innej, tym razem udanej konstrukcji hydroplanu Sopwith Baby, który wkrótce został wprowadzony do służby.
Samoloty Sopwith Tabloid zostały wycofane z uzbrojenia na początku 1915 roku.

## Opis konstrukcji
Sopwith Tabloid był samolotem konstrukcji drewnianej krytej płótnem i blachą stalową. W kadłubie o przekroju prostokątnym znajdowała się jedna kabina pilota, umieszczona za płatem górnym. Przednią część kadłuba, zabudowano blachą stalową w postaci opływowej, ostro zakończonej osłony silnika rotacyjnego. Na końcu kadłuba znajdował się mały trójkątny statecznik pionowy z owalnym sterem kierunku. Stery wysokości o owalnym obrysie zainstalowano w przedniej części ogona na wysokości statecznika pionowego. Skrzydła o obrysie prostokątnym, oba płaty o tej samej rozpiętości, wzmocnione podwójnymi prostymi zastrzałami oraz odciągami stalowymi. Podwozie główne miało postać dwóch dużych kół zainstalowanych do kadłuba, wraz z długimi płozami wychodzącymi poza obrys śmigła i chroniącymi je przed uderzeniem w ziemię. Pod ogonem znajdowała się płoza.